# Операция «Пустынный лис»
Операция «Пустынный лис» (англ. Operation Desert Fox, также «Лис пустыни», «Лис в пустыне») — оперативно-тактическая военная операция, проведённая США и Великобританией против Ирака в декабре 1998 года без санкции Совета Безопасности ООН. Целью операции было объявлено лишение Ирака способности производить и использовать оружие массового поражения после того, как иракская сторона отказалась сотрудничать с международной комиссией ООН (UNSCOM).

## Цели
Оперативно-тактическая военная операция имела политическую цель — нанести удар по административно-политической, промышленной и управленческой инфраструктуре Ирака, чтобы лишить его руководство эффективного контроля над ситуацией в стране и ослабить режим Саддама Хусейна. Была поставлена задача нанести максимальный ущерб объектам по разработке, производству и хранению компонентов оружия массового поражения, а также средствам доставки боевых отравляющих и биологических веществ.

## Предпосылки
После окончания войны в Персидском заливе (1991 год) в Ираке работала специальная комиссия ООН (UNSCOM), занимавшаяся инспекцией иракской программы разработки оружия массового поражения. Под её наблюдением Ирак уничтожил 40 000 химических боеголовок, 700 т реагентов, предназначавшихся для создания химического оружия, 3600 т запрещённых химикатов и более 100 единиц оборудования, использовавшегося для производства химического оружия. Инспекторы комиссии также занимались разведывательной работой: с декабря 1997 года инспектор Скотт Риттер с одобрения главы ЮНСКОМ Ричарда Батлера и других высших руководителей ЮНСКОМ начал снабжать британскую службу внешней разведки МИ-6 документами и брифингами о находках ЮНСКОМ, которые должны были использоваться для пропагандистской деятельности МИ-6, получившей название «Операция „Массовый призыв“».
Причиной кризиса 1998 года, по официальной версии, стала попытка Ирака увязать продолжение инспекций со снятием санкций, введённых против него в 1991 году. Бывший военный инспектор Специальной комиссии ООН Скотт Риттер свидетельствовал, что поводом для конфликта с иракскими властями в Багдаде была попытка комиссии нарушить ранее принятые договоренности относительно чувствительных для иракской стороны объектов. "В 98 % случаев иракцы делали всё, о чем мы их просили, потому что это касалось разоружения. Однако, когда мы коснулись деликатных вопросов — таких, как приближение к объектам безопасности президента, иракцы подняли флаг и сказали: «Время истекло. У вас есть ЦРУ, которое пытается убить нашего президента, и мы не очень рады предоставить вам доступ к самым секретным объектам и самым важным личностям в Ираке», — писал Риттер, критиковавший военные действия своей страны.
31 октября Ирак объявил о прекращении сотрудничества с международной комиссией. Кризис продолжался две недели. 14 ноября иракская сторона заявила о готовности возобновить сотрудничество с комиссией без предварительных условий. К этому времени США уже подготовили военную операцию против Ирака; по свидетельству президента Билла Клинтона, он отменил нанесение удара в последний момент, когда боевые самолёты уже находились в воздухе.
Комиссия продолжила свою работу, однако, как и прежде, столкнулась с нежеланием Ирака идти на полное сотрудничество. Глава комиссии Ричард Батлер обвинил Ирак в том, что он отказывается разрешить комиссии посещение некоторых объектов и не предоставляет документы о производстве химического оружия. Из-за невозможности продолжать инспектирование комиссия покинула Ирак 16 декабря.
Комментируя эти события, бывший военный инспектор Специальной комиссии ООН Скотт Риттер указывал, что приказ инспекторам покинуть Ирак отдал президент США Билл Клинтон. «Правительство Соединенных Штатов приказало инспекторам отказаться от согласованных условий, не посоветовавшись с Советом Безопасности. Это застало иракцев врасплох. Они возмущались: „Мы играем по правилам, а вы нет? Если вы не собираетесь играть по правилам, то мы не хотим в этом участвовать“. Билл Клинтон вывел инспекторов, а не Саддам».

## Военная операция

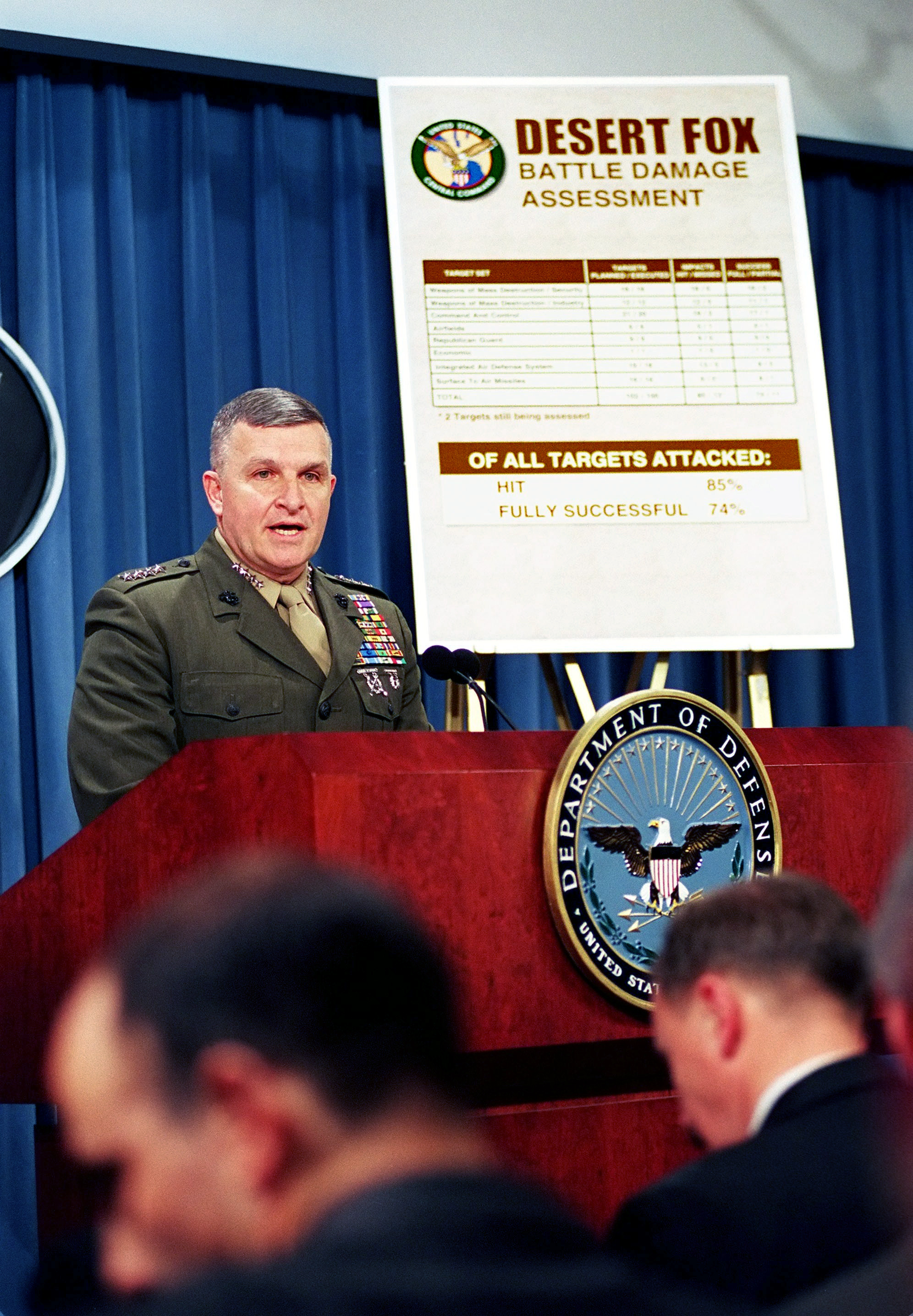
Глава Центрального командования США генерал Энтони Зинни на брифинге для журналистов после завершения операции. 21 декабря 1998

Военная операция против Ирака получила кодовое название «Пустынный лис».

### Силы коалиции
К проведению воздушной наступательной операции была привлечена авиация ВВС, ВМС и КМП США, а также Королевских ВВС Великобритании. Сухопутные силы в боевых действиях не участвовали. Перед началом операции американско-английская вооруженная группировка США и Великобритании в районе Персидского залива насчитывала 30 тысяч личного состава, 20 боевых кораблей, в том числе атомный многоцелевой авианосец «Энтерпрайз», до 200 боевых самолетов, в том числе 15 стратегических бомбардировщиков «Летающая крепость» В-52Н и четыре В-1В. В составе группировки имелось более 20 носителей крылатых ракет воздушного и морского базирования.
Для подготовки к операции США и Великобритания использовали возможность свободного ведения воздушной и космической разведки территории Ирака при контроле ими же назначенных «бесполётных зон». Разведывательное обеспечение осуществляла орбитальная группировка из трех космических аппаратов оптико-электронной разведки «Кихоул» и двух космических аппаратов радилокационной разведки «Лакросс».
Коалиционная группировка ВВС и ВМС США и Великобритании использовала тактику, в максимальной степени учитывающую их преимущество в бортовом радиоэлектронном оборудовании и авиационных системах вооружения.

### Ход операции
Первый удар был нанесён в 0:49 ночи по иракскому времени 17 декабря 1998 года. Всего по Ираку было нанесено 14 волн ракетно-бомбовых ударов, последний из которых состоялся вечером 19 декабря. Все ракетно-авиационные удары наносились только под прикрытием темноты: эффективность подобной тактики была проверена в апреле 1986 года во время нанесения удара по Ливии, а также при проведении в 1991 г. операции «Буря в пустыне», Таким образом, операция длилась 73 часа. На следующий день американское военное руководство формально объявило о завершении операции.
В общей сложности налётам подверглось 97 целей (включая 32 объекта системы ПВО, 20 командных центров, 18 объектов сил безопасности, 11 объектов, связанных с разработкой и производством оружия массового поражения, 9 объектов Республиканской гвардии, 6 аэродромов, 1 экономический объект).
Основными средствами поражения были современные виды высокоточного наступательного вооружения: крылатые ракеты «Томагавк» и AGM-86C, авиационные самонаводящиеся противо-радиолокационные ракеты «Харм» и «Аларм», ракеты общего назначения «Мейверик», управляемые авиабомбы и обычные авиабомбы калибра 220 кг. В ходе всей операции постоянно привлекались самолеты ДРЛО и управления Е-3 системы Авакс, самолеты разведки наземных целей и управления нанесением ударов Е-8 «Джистарс», воздушный пункт управления ЕС-130 «Геркулес» и самолеты-разведчики RC-135 и U-2, а также вертолеты поисково-спасательного обеспечения.
По данным Минобороны США, в ходе операции было сброшено более 600 бомб, выпущено около 300 крылатых ракет «Томагавк» с десяти кораблей ВМС США, а также еще 90 крылатых ракет AGM-86C со стратегических бомбардировщиков ВВС США.
При проведении операции погибло, по разным оценкам, от 600 до 1600 иракцев.

### Значение
Самолёты США и Великобритании совершили более 650 вылетов. Иракская система ПВО была практически обезоружена на ранних этапах военных действий: после войны 1991 года её зональные средства в секторе севернее 34 градуса и южнее 32 градуса были уничтожены либо выведены по резолюции Совета Безопасности ООН. ПВО с визуальным наведением на цель действовать не могли, так как операция проводилась только в тёмное время суток. Поэтому авиация союзников действовала в практически полигонных условиях и не понесла каких-либо потерь.
По оценке Пентагона, было поражено 85 % намеченных целей, при этом 43 объекта полностью разрушены или серьёзно повреждены, 30 объектов получили средние повреждения, 12 объектов получили лёгкие повреждения. Одну треть намеченных целей составили зенитно-ракетные комплексы ПВО, однако уничтожить удалось только шесть из тридцати. Были атакованы также 20 объектов связи и РЛС, 11 военных заводов, а также президентский дворец в Джебель-Махуль, на территории которого инспекторы ООН якобы обнаружили признаки разворачивания производства химического и бактериологического оружия. Из 11 предполагаемых объектов производства ОМП значительный ущерб был нанесен одному, пять получили умеренные и четыре лёгкие повреждения. Удару подверглось нефтеперерабатывающее предприятие в Басре.
Военный эксперт В.Степанов обращает внимание на такие тенденции операции:
- уменьшение количества ракетно-авиационных ударов в сутки (с двух-трех ударов в операции «Буря в пустыне» до одного за 18 часов в операции «Пустынный лис»);
- изменение соотношения сил и средств в пользу беспилотных летательных средств («Буря в пустыне»: соотношение пусков КР и самолето-вылетов в одном ударе составляло 1:10, в «Пустынном лисе» доходило до 1:1,3;
- увеличение количественного состава каждого из эшелонов крылатых ракет, особенно морского базирования.

Новые тенденции в характере военных действий:
1. Сокращение сроков создания группировок сил и войск и совершенствование способов их наращивания: операцию начали наличными силами, без предварительного развертывания дополнительных вблизи Ирака;
2. Усиление значения внезапности начала военных действий;
3. Рост масштабов военно-тактической операции;
4. Повышение интенсивности операции за счет привлечения крылатых ракет морского и воздушного базирования, тактической и палубной авиации с удаленных аэродромов и авианосцев, стратегических бомбардировщиков с островных авиабаз при активном прикрытии истребительной авиацией, самолетами РЭБ и эффективных действиях самолетов-разведчиков.
В ходе операции произошло первое боевое применение стратегических бомбардировщиков B-1B «Лансер». Кроме того, состоялись первые в истории ВМС США боевые вылеты пилотов-женщин.
По сравнению с 1991 г. была усовершенствована система управления коалиционными силами, основу которой составляли новая глобальная система оперативного управления ВС США GCCS (Global Command Control System) и ее морской компонент GCCS-Maritime, технические средства которой установлены во всех штабах и на командных пунктах ВС США, а также на тактических флагманских командных центрах (ТФКЦ) на АВМА «Винсон» и «Энтерпрайз». Это позволило не разворачивать дополнительные радиосети перед началом операции.

## Последствия
Главный политический итог операции в том, что США и Великобритания наглядно продемонстрировали всему миру готовность решать свои внешнеполитические задачи всеми доступными средствами, в том числе военными, против суверенных государств без получения санкции ООН. Была подорвана роль Совета Безопасности ООН, было положено начало разрушению существующей системы международной безопасности.
Американская общественность в целом поддержала военную акцию против Ирака. Так, во время опроса, проведённого телеканалом CBS News и газетой «Нью-Йорк Таймс», 63 % респондентов высказались за продолжение авиаударов до тех пор, пока Саддам Хусейн не будет отстранён от власти. Два других опроса (Гэллапа и совместный ABC News/«Вашингтон Пост») показали, что более 70 % американцев одобряют действия администрации Клинтона. В то же время критики обвиняли Клинтона в том, что военными действиями против Ирака он попытался отвлечь внимание общественности от слушаний по делу Моники Левински, проходивших в это же время в Палате представителей Конгресса США.
По сообщению Радио «Свобода» (17 декабря 1998), проведение военной операции было поддержано Японией, Канадой, Австралией, Южной Кореей. Наиболее резкая критика прозвучала со стороны Китая и России. В знак протеста Россия временно отозвала своих послов из Вашингтона и Лондона.
Наиболее заметным долговременным последствием операции «Пустынный лис» стало то, что иракская система ПВО активизировала свои действия в неполётных зонах на севере и юге страны. Американская и британская авиация, осуществлявшая патрулирование этих зон, начала наносить ответные удары по объектам ПВО. Первый подобный инцидент состоялся уже в конце декабря 1998 года. В дальнейшем инциденты стали происходить регулярно и продолжались вплоть до начала Иракской войны в марте 2003 года.
Согласно сообщениям западной агентуры в Багдаде, операция «Пустынный лис» едва не привела к падению режима Саддама Хусейна. Бывший сотрудник ЦРУ Кеннет Поллак отмечал, что Хусейн запаниковал и провёл кампанию массовых арестов и казней, опасаясь своего свержения. Тем не менее независимые эксперты считают, что мероприятия сил информационной борьбы и психологических операций по воздействию на мировое сообщество в целом и на население Ирака в частности, полностью своих целей не достигли: массового недовольства режимом С.Хусейна ни внутри Ирака, ни в мире вызвать не удалось.